# プリメロ
プリメロ（Primero、1931年 - 1955年11月8日）はイギリス生産の競走馬。アイリッシュダービーとアイリッシュセントレジャーを制し、1936年に種牡馬として日本の小岩井農場によって購買され、1930年代から1950年代にかけて日本で多数の活躍馬を送り出し、日本競馬史に多大な事績を残す大種牡馬となった。
全兄にエプソムダービー、セントレジャーステークスなどの優勝馬Trigo、プリメロと同じくアイリッシュダービーとアイリッシュセントレジャーを制したHarinero、ドンカスターカップの優勝馬で、これも種牡馬として日本に輸出されたアスフオードがいる。

## 経歴
競走馬時代はアイルランドで走り15戦3勝。一般戦での勝利以外はいずれもアイルランドのクラシック競走で、アイリッシュダービーはパトリオットキングとの同着優勝であった。競走馬引退後、種牡馬シアンモアの後継を探していた小岩井農場によって購買される。購買価格は1932年に日本へ輸出されていた全兄アスフオードの4万7850円を大きく上回る6万円で、これは当時の最新鋭戦闘機1機分という大金だった。
2年目の産駒からブランドソールが中山四歳牝馬特別（現・桜花賞）に優勝し、早々に八大競走を制覇すると、その翌年にはミナミホマレが東京優駿（日本ダービー）を制した。1949年にはトサミドリ、タチカゼの2頭でこの年の牡馬クラシックを全て制する快挙を成し遂げた。その後も1954年にはハクリヨウが日本競馬史上最初の年度代表馬と最良5歳以上牡馬、チエリオが最良5歳以上牝馬を受賞するなど活躍。晩年に至るまで日本を代表する第一級の種牡馬であり続けたが、1955年11月、疝痛のため25歳で死亡した。
リーディングサイアー争いでは常に上位に顔を出したが、1949年の2位（1位セフト）を最高に、最後まで首位獲得は成らなかった。しかし産駒の大レースでの強さにおいては当代随一を誇り、4頭の東京優駿優勝馬を筆頭とする産駒のクラシック競走通算15勝は、2000年代に入ってサンデーサイレンスに破られるまで半世紀以上に渡って最多記録として保持され続けた。
さらに最良の後継種牡馬となったトサミドリも多くの活躍馬を輩出し、国産種牡馬のエースとなる大成功を収めた。他の後継種牡馬も一定の成功を収め、競走馬としては大成することができなかったトビサクラが、日本馬として初めて海外の競走に優勝したハクチカラの父となるなど、広範に活躍した。しかしその後は輸入種牡馬に圧されて父系は急速に衰退し、現在ではプリメロの父系は完全に途絶えている。しかしブルードメアサイアーとしても非常に大きな実績を残していたために、現在まで続く大牝系を築いたシラオキを初めとする多くの牝馬、牝系にその血が受け継がれており、現在でも血統図母系にしばしばその名を見ることができる。

## 主な産駒
太字は八大競走優勝馬および表彰受賞馬。
- 1937年産
  - ミスミナミ（1941年横浜特別・秋）
- 1938年産
  - ブランドソール（1941年中山四歳牝馬特別）
  - ロツクフオード（1942年目黒記念・春）
- 1939年産
  - ミナミホマレ（1942年東京優駿競走）
- 1942年産
  - トビサクラ（種牡馬、ハクチカラの父）
- 1943年産
  - アヅマライ（1946年農林省賞典四歳馬）
  - アサフジ（1947年目黒記念）
  - ヤマトナデシコ（1947年中山記念・秋）
- 1944年産
  - トキツカゼ（1947年農林省賞典四歳呼馬、優駿牝馬、カブトヤマ記念）※顕彰馬
  - エイシヤイン（1950年中山大障害・春）
  - ブランドパプース（1948年中山記念・春）
  - シマタカ（種牡馬、コマヒカリ（1958年菊花賞）の父）※1965・1966年度リーディングBMS
- 1946年産
  - トサミドリ（1949年皐月賞、セントライト記念、菊花賞、1951年東京杯）※顕彰馬
  - タチカゼ（1949年優駿競走）
  - カネフブキ（1950年中山記念・春）
  - シラオキ（1951年函館記念）
  - ホウシユウ（種牡馬、ミスリラ（1956年桜花賞）の父）
- 1947年産
  - クモノハナ（1950年皐月賞、東京優駿）
- 1949年産
  - クリノハナ（1952年皐月賞、東京優駿）
- 1950年産
  - ハクリヨウ（1953年カブトヤマ記念、菊花賞、1954年東京杯、天皇賞（春）、毎日王冠、1955年金杯、目黒記念・春）※1954年度啓衆賞年度代表馬・最良5歳以上牡馬
  - チエリオ（1953年スプリングステークス、中山4歳ステークス、クイーンステークス、東京牝馬特別、1954年中山記念）※1954年度啓衆賞最優秀5歳以上牝馬
  - ヤシママンナ（種牡馬、タケシバオーの母の父）
- 1951年産
  - コマノハナ（1954年クイーンステークス）
- 1952年産
  - ケゴン（1955年皐月賞）
  - ヤシマベル（1955年桜花賞）
  - ケンシユン（1955年神戸杯）
  - ハクレイ（1956年中山大障害）
  - ヤマトヒカリ（1957年東京障害特別・春）
  - ヨシフサ（1955年クモハタ記念、1956年安田賞）
- 1953年産
  - ヒガシテラオー（1956年オータムハンデキャップ）
- 1955年産
  - カツラシユウホウ（1957年朝日杯3歳ステークス、1958年阪神大賞典、1959年中京記念、鳴尾記念）※1957年度啓衆賞最良3歳牡馬
  - ラテイオー（1958年カブトヤマ記念）

### ブルードメアサイアー産駒
※八大競走優勝馬及び表彰受賞馬のみ記載
- ウメノチカラ ※1963年度啓衆賞最良3歳牡馬
- オーテモン（1960年天皇賞・秋）※1960年度啓衆賞最良5歳以上牡馬
- オートキツ（1955年東京優駿）※1955年度啓衆賞年度代表馬、1956年度啓衆賞最良スプリンター
- オンワードゼア（1958年天皇賞・春、有馬記念）※1958年度啓衆賞年度代表馬・最良5歳以上牡馬
- ケンホウ（1962年桜花賞）※1962年度啓衆賞最良4歳牝馬
- コダマ（1959年阪神3歳ステークス、1960年皐月賞、東京優駿、1962年宝塚記念）※1960年度啓衆賞年度代表馬・最良4歳牡馬、顕彰馬
- シンツバメ（1961年皐月賞）
- セルローズ（1958年天皇賞・秋）※1958年度啓衆賞最良5歳以上牝馬
- タイセイホープ（1958年皐月賞）
- フエアマンナ（1956年優駿牝馬）※1956年度啓衆賞最良4歳牝馬
- ホウシユウクイン（1958年桜花賞）
- ミハルオー（1948年優駿競走、1949年天皇賞・春）
- メイヂヒカリ（1954年朝日杯3歳ステークス、1955年菊花賞、1956年天皇賞・春、中山グランプリ）※1954年度啓衆賞最良3歳牡馬、1955年度啓衆賞最良4歳牡馬、1956年度啓衆賞年度代表馬・最良5歳以上牡馬、顕彰馬
- メジロムサシ（1971年天皇賞・春、宝塚記念）※1971年度啓衆賞最良5歳以上牡馬
- ヤマニンモアー（1961年天皇賞・春）

上記の内、オートキツ・オンワードゼアはトキツカゼを母とする兄弟、ケンホウ・ヤマニンモアーはトキノタカラを母とする兄弟、コダマ・シンツバメはシラオキを母とする兄弟、セルローズ・フエアマンナはトキツウミを母とする兄弟である。

## 血統表
| プリメロの血統（ブランドフォード系/Gallinule4×5=9.38%、St.Simon5×4*5=12.50%、Galopin5×5=6.25%） | プリメロの血統（ブランドフォード系/Gallinule4×5=9.38%、St.Simon5×4*5=12.50%、Galopin5×5=6.25%） | プリメロの血統（ブランドフォード系/Gallinule4×5=9.38%、St.Simon5×4*5=12.50%、Galopin5×5=6.25%） | （血統表の出典）     | （血統表の出典） |
| 父 Blandford 1919 黒鹿毛                                                                        | 父の父Swynford 1907 黒鹿毛                                                                      | John o'Gaunt                                                                                    | Isinglass            | Isinglass        |
| 父 Blandford 1919 黒鹿毛                                                                        | 父の父Swynford 1907 黒鹿毛                                                                      | John o'Gaunt                                                                                    | La Fleche            |                  |
| 父 Blandford 1919 黒鹿毛                                                                        | 父の父Swynford 1907 黒鹿毛                                                                      | Canterbury Pilgrim                                                                              | Tristan              | Tristan          |
| 父 Blandford 1919 黒鹿毛                                                                        | 父の父Swynford 1907 黒鹿毛                                                                      | Canterbury Pilgrim                                                                              | Pilgrimage           |                  |
| 父 Blandford 1919 黒鹿毛                                                                        | 父の母Blanche 1912 鹿毛                                                                         | White Eagle                                                                                     | Gallinule            | Gallinule        |
| 父 Blandford 1919 黒鹿毛                                                                        | 父の母Blanche 1912 鹿毛                                                                         | White Eagle                                                                                     | Merry Gal            |                  |
| 父 Blandford 1919 黒鹿毛                                                                        | 父の母Blanche 1912 鹿毛                                                                         | Black Cherry                                                                                    | Bendigo              | Bendigo          |
| 父 Blandford 1919 黒鹿毛                                                                        | 父の母Blanche 1912 鹿毛                                                                         | Black Cherry                                                                                    | Black Duchess        |                  |
| 母 Athasi 1917 鹿毛                                                                             | 母の父Farasi 1903 鹿毛                                                                          | Desmond                                                                                         | St. Simon            | St. Simon        |
| 母 Athasi 1917 鹿毛                                                                             | 母の父Farasi 1903 鹿毛                                                                          | Desmond                                                                                         | L'abbesse de Jouarre |                  |
| 母 Athasi 1917 鹿毛                                                                             | 母の父Farasi 1903 鹿毛                                                                          | Molly Morgan                                                                                    | Morgan               | Morgan           |
| 母 Athasi 1917 鹿毛                                                                             | 母の父Farasi 1903 鹿毛                                                                          | Molly Morgan                                                                                    | Sissie               |                  |
| 母 Athasi 1917 鹿毛                                                                             | 母の母Athgreany 1910 鹿毛                                                                       | Galloping Simon                                                                                 | Melton               | Melton           |
| 母 Athasi 1917 鹿毛                                                                             | 母の母Athgreany 1910 鹿毛                                                                       | Galloping Simon                                                                                 | Simena               |                  |
| 母 Athasi 1917 鹿毛                                                                             | 母の母Athgreany 1910 鹿毛                                                                       | Fairyland                                                                                       | Lesterlin            | Lesterlin        |
| 母 Athasi 1917 鹿毛                                                                             | 母の母Athgreany 1910 鹿毛                                                                       | Fairyland                                                                                       | Stella F-No.22-a     |                  |

父Blandfordは当時の世界的大種牡馬の1頭。母Athasiはアイルランドで5勝。祖母Athgreanyはアイリッシュオークスに優勝している。BlandfordとAthasiの配合で誕生した9頭のうちプリメロを含む5頭がステークスウイナーとなっているが、それ以外の配合で誕生した産駒はいずれも凡庸な成績しか残せず、この父母の親和性の高さが窺える。

### 主な近親
牝系概略
母 Athasi (牝 1917 Farasi)
｜アスフオード Athford (牡 1925 鹿毛 Blandford)
｜Trigo (牡 1926 Blandford)
｜Centeno (牝 1929 Blandford)
｜｜Artist's Son (牡 1936 Gainsborough)
｜｜Blue Mickie (牡 1945 Blue Peter)
｜Harinero (牡 鹿毛 1930年 Blandford)
｜プリメロ Primero (牡 1931 鹿毛 Blandford)
｜ Choclo (牝 1932 Blandford)
｜｜Art Collection (牝 1938 Museum)
｜｜Confection (牝 1948 Fun Fair)
｜Harina (牝 1933 Blandford)
｜｜Peak Halyard (牡 1942 Blue Peter)
｜｜Ruth Pitcher (牝 1943 Blue Peter)
｜｜Neocracy (牝 1944 Nearco)  
｜｜｜Tulyar (牡 黒鹿毛 1949年 Tehran)
｜｜｜セントクレスピン (牡 栗毛 1956年 Aureole)
｜｜Lugano (牝 1945 Nearco)
｜Avena (牝 1936 Blandford)
｜｜ Oatflake (牝 1942 Coup de Lyon)
｜｜｜Milesian (牡 鹿毛 1953年 My Babu)
｜｜ Jennifer (牝 1948 Hyperion)
｜｜｜Nagami (牡 栗毛 1955年 ニンバス)
｜｜ Laura (牝 1949 Dante)
｜Windsor Park (牝 1941 Windsor Lad)
｜｜ヴイジールブラン Vigee le Brun (牝 1952 Tenerani)   
｜｜｜ナンバイチバン (牝 栗毛 1962年 Botticelli)
｜｜Watteau (牡 1954 ニンバス)
- Trigo（全兄 - エプソムダービー、セントレジャーステークス）
- Harinero（全兄 - アイリッシュダービー、アイリッシュセントレジャー）
- アスフオード（全兄 - ドンカスターカップ・英重賞）
- Harina（全妹 - インペリアルプロデュースステークス・英重賞）
- Neocracy（姪 - プリンセスエリザベスステークス・英重賞）
- Tulyar（又甥 - エプソムダービー、キングジョージ6世&クイーンエリザベスステークス、エクリプスステークス）
- セントクレスピン（又甥 - 凱旋門賞、エクリプスステークス）
- Nagami（又甥 - コロネーションカップ、ジョッキークラブ大賞）
- Milesian（又甥 - インペリアルプロデュースステークス・英重賞、テトラークステークス・英重賞、パーソロンの父）